# Det går an
Det går an est un roman de l'écrivain suédois Carl Jonas Love Almqvist, publié en 1839. Le texte est rédigé l'année précédente et, après sa parution, il sera intégré, dans une version légèrement remaniée, au tome III du Livre de l'Églantier (1850) d'Almqvist.
Ce court roman (un peu plus d'une centaine de pages) provoqua en son temps un mémorable scandale, contribua à faire de son auteur un maudit, mais est regardé aujourd'hui comme un jalon significatif dans l'émergence des revendications féministes.

## Résumé
À bord d'un vapeur remontant le lac Mälar de Stockholm à Arboga, Albert, fringant sous-officier, remarque une jolie jeune fille seule et entreprend de faire sa connaissance. Elle s'appelle Sara Widebeck (Videbäck selon l'orthographe suédoise moderne), orpheline née d'un mariage malheureux, qui a hérité d'un atelier de verrerie dans l'ouest du pays à Lidköping, où elle retourne après un voyage d'affaires dans la capitale.
Sara repousse d'abord avec une extrême froideur les avances d'Albert, qui n'en est que plus fasciné. Elle lui signifie qu'elle entend être respectée comme son égale. Au long du trajet, ils sympathisent peu à peu et vont bientôt envisager de faire leur vie ensemble.
Aux étapes Sara insiste pour payer son écot. Elle ne fait pas d'objection quand l'auberge d'Arboga annonce qu'il ne reste qu'une seule chambre libre pour eux deux. La suite du voyage se fait en carriole, et au fil de la conversation Sara précise les modalités de leur future union : ni mariage ni communauté des biens, égalité complète, elle ne vivra que de son propre travail et ils éviteront d'habiter tout le temps ensemble. D'abord heurté dans ses prérogatives de mâle, de militaire qui plus est, Albert conclut sur les derniers mots du livre : « det går an ! » (« ça [me] va ! »).

## Réception
Survenant en pleine époque romantique, ce récit qui présente sans les désapprouver des mœurs qui ne deviendront usuelles qu'un siècle plus tard fut dénoncé en son temps comme un monument d'immoralité prêchant l'union libre. L'indignation dans l'opinion suédoise fut d'autant plus grande que l'auteur avait été deux ans plus tôt ordonné prêtre luthérien. Almqvist perdit son poste de directeur d'école. Une polémique retentissante l'opposa à August Blanche. Pour le tourner en ridicule, plusieurs écrivains publièrent des suites absurdes ou sarcastiques à ce roman, au point que la « littérature Det går an » devint un genre en soi.
Le caractère prophétique de Det går an a été plus tard reconnu. Le mouvement féministe suédois s'y intéressa, y vit un moment essentiel dans l'affirmation de l'égalité des sexes. Il attira particulièrement l'attention de l'universitaire français André Bellessort, qui lui consacre plusieurs pages de son essai La Suède (1911). Mais à cette époque, hormis l'Allemagne où le livre n'avait pas manqué de choquer, il restait pratiquement inconnu à l'étranger.
Ce n'est qu'en 1995 qu'une traduction a été disponible en France sous le titre Sara. En Allemagne, une réédition intitulée Die Woche mit Sara (« La Semaine avec Sara ») s'est classée en 2004 parmi les meilleures ventes, 165 ans après la parution originelle.

## Héritage
Bien que n'ayant jamais existé, Sara Widebeck est devenue au XXe siècle une gloire locale de Lidköping. La ville a nommé en son honneur une rue (Sara Videbäcksgatan), et une statue la représentant a été érigée dans un parc au bord de la rivière Lidan.

## Édition française
- Det går an (1838) Publié en français sous le titre Sara, traduit par Régis Boyer, Aix-en-Provence, Pandora, coll. « Domaine nordique », 1981, 189 pages  (ISBN 2-86371-020-6) ; réédition, Toulouse, Éditions Ombres, coll. « Petite bibliothèque Ombres » no 40, 1995  (ISBN 2-84142-012-4)